# Zhengtong
Zhu Qizhen (29 november 1427 - 23 februari 1464) was een keizer van China uit de Ming-dynastie. Hij regeerde als keizer Zhengtong tussen 1435 en 1449. Bij een oprukkende Mongoolse invasie leidde hij persoonlijk zijn troepen maar verloor oneervol de slag bij Tumu en werd gevangengenomen door Esen, de leider van de Oirat-Mongolen. De eis van een enorme som losgeld werd niet ingewilligd door minister Yu Qian: "de vrijheid van ons land is meer waard dan het leven van een keizer".
Zhu Qiyn, broer van de keizer, zag zijn kans en greep de macht in China als keizer Jingtai. Al in 1450 kwam de gevangen Zhengtong vrij maar werd door zijn broer opgesloten in de zuidelijke vleugel van de Verboden Stad. Als de tot kroonprins verheven zoon van Jingtai onverwacht kwam te overlijden, maakte Zhengtong gebruik van de ontreddering van de keizer en kwam via een paleis-coup weer aan de macht als keizer Tianshun tussen 1457 en 1464.